# تهذيب التهذيب
تهذيب التهذيب هو كتاب يختص بعلم رجال الحديث النبوي ألفه الحافظ ابن حجر العسقلاني، ويعد هذا الكتاب مختصر لكتاب كبير في أسماء رجال الكتب الستة في الحديث وأحوالهم، ألفه الحافظ عبد الغني المقدسي الحنبلي وأسماه (الكمال في أسماء الرجال) وأودع فيه أقوال الأئمة في رجال الصحيحين والسنن الأربعة، معتمداً على تواريخ البخاري وكتاب ابن أبي حاتم (الجرح والتعديل)، ثم جاء الحافظ المزي فاختصر كتاب الحافظ المقدسي في كتاب جديد أسماه (تهذيب الكمال)، ثم جاء الحافظ ابن حجر العسقلاني من بعد، فاختصره وزاد عليه أشياء فاتتهما وهي كثيرة وعقب عليهما، وسمى مختصره : (تهذيب التهذيب) ثم اختصره في كتاب (تقريب التهذيب).
ويُعد كتاب تهذيب التهذيب كتاباً مهماً جداً، اقتصر فيه ابن حجر على ما يفيد الجرح والتعديل خاصة في رجال الكتب الستة، وحذف ما طال به تهذيب الكمال من الأحاديث والأسانيد الطويلة.

## نسبة الكتاب للمؤلف
ما يثبت نسبة الكتاب للحافظ ابن حجر العسقلاني ما يلي:
- الاستفاضة والشهرة، فقد اشتهر الكتاب بنسبته للحافظ ابن حجر بين أهل العلم والمتخصصين في الحديث ورجاله.
- أن الحافظ ابن حجر قد نسبه لنفسه في كتبه الأخرى، كتعجيل المنفعة حيث قال في المقدمة: «وكنت قد لخصت تهذيب الكمال وزدت عليه فوائد كثيرة، وسميته تهذيب التهذيب وجاء نحو ثلث الأصل». وكثيرًا ما يقول في كتابه تعجيل المنفعة: «وقد أوضحت ذلك في تهذيب التهذيب، أو وقد بسطت ذلك في تهذيب التهذيب»، ونحو ذلك. وعزا له ونسبه لنفسه في كتابه فتح الباري، وفي مواضع كثيرة من كتابه الإصابة في تمييز الصحابة.
- أن المؤلف يعزو في الكتاب إلى كتبه الأخرى، ومن أمثلة عزوه لكتابه الإصابة قوله في ترجمة عاصم بن سفيان بن عبد الله بن ربيعة الثقفي قلت: «نسبه البخاري فزاد بعد عبدالله بن ربيعة أخو عبدالله ووقع في الصحابة للبغوي، وغيره من طريق بشر بن عاصم عن أبيه سمعت النبي صلى الله عليه وسلم فذكر حديثًا فغلب على ظني أن المخرج له في السنن غيره، وقد بينت ذلك في كتاب الإصابة».وعزا للإصابة في مواضع متعددة من الكتاب. ومن أمثلة عزوه لمقدمة فتح الباري قوله في ترجمة مروان بن الحكم بن أبي العاص بن أمية الأموي: واعتذرت عنه في مقدمة شرح البخاري.
- وجود عدة نسخ خطية للكتاب مكتوبًا على طرتها اسم الكتاب منسوبًا للمؤلف، كما في موقع مركز الملك فيصل للبحوث والدراسات الإسلامية، وغيره من فهارس المخطوطات.
- نسبه له أصحاب كتب الفهارس والأثبات، كالكتاني في كتاب الرسالة المستطرفة، وحاجي خليفة في كتاب كشف الظنون.

## سبب تأليف الكتاب
رأى الحافظ ابن حجر أن الحافظ المزي أطال كتابه بأشياء تركها أولى، وقصر فيه بأشياء ذكرها وإثباتها أولى، وأن من هذه الكتاب أو تعقبه كالذهبي ومغلطاي قد وقع في أوهام أو تقصير مما دفعه لتأليف الكتاب، وقد قال في المقدمة موضحا سبب تأليفه للكتاب: «أما بعد، فإن كتاب الكمال في أسماء الرجال الذي ألفه الحافظ الكبير أبو محمد عبدالغني بن عبدالواحد بن سرور المقدسي، وهذبه الحافظ الشهير أبو الحجاج يوسف بن الزكي المزي من أجل المصنفات في معرفة حملة الآثار وضعًا، وأعظم المؤلفات في بصائر ذوي الألباب وقعا، ولاسيما التهذيب فهو الذي وفق بين اسم الكتاب ومسماه، وألف بين لفظه ومعناه، بيد أنه أطال وأطاب، ووجد مكان القول ذا سعة فقال وأصاب، ولكن قصرت الهمم عن تحصيله لطوله، فاقتصر بعض الناس على الكشف من الكاشف الذي اختصره منه الحافظ أبو عبدالله الذهبي. ولما نظرت في هذه الكتب وجدت تراجم الكاشف إنما هي كالعنوان تتشوق النفوس إلى الاطلاع على ما وراءه، ثم رأيت للذهبي كتابا سماه تذهيب التهذيب أطال فيه العبارة ولم يعدُ ما في التهذيب غالبًا وإن زاد ففي بعض الأحايين وفيات بالظن والتخمين، أو مناقب لبعض المترجمين، مع إهمال كثير من التوثيق والتجريح، اللذين عليهما مدار التضعيف والتصحيح.
هذا وفي التهذيب عدد من الأسماء لم يعرف الشيخ بشيء من أحوالهم، بل لا يزيد على قوله: روى عن فلان، روى عنه فلان، أخرج له فلان. وهذا لا يروي الغلة، ولا يشفي العلة. فاستخرت الله تعالى في اختصار التهذيب على طريقة أرجو الله أن تكون مستقيمة».

## منهج المُؤلف
- قدم المؤلف لكتابه بمقدمة أثنى فيها على كتاب الكمال للمقدسي، وتهذيب الكمال للمزي، وذكر سبب تأليفه للكتاب، ومآخذه على المزي، وبين منهجه في الكتاب، وطريقة ترتيبه.
- حافظ على ترتيب التراجم كما هي في الكتاب الأصل تهذيب الكمال، فرتبها على حروف المعجم، وكان المزي قد رتب الكتاب على حروف المعجم إلا أنه ابتدأ في حرف الهمزة بمن اسمه أحمد، وفي حرف الميم بمن اسمه محمد، فإن كان في أصحاب الكنى من اسمه معروف من غير خلاف فيه ذكره في الأسماء ثم نبه عليه في الكنى، وإن كان فيهم من لا يعرف اسمه أو اختلف فيه ذكره في الكنى ونبه على ما في اسمه من الاختلاف، ثم النساء كذلك.
- أعاد التراجم التي حذفها المزي من أصل الكمال، والتي كان الحافظ عبد الغني قد ذكرها بناءً على أن بعض الستة أخرج لهم، وكان المزي قد حذفهم بسبب عدم وقوفه على روايتهم في شيء من الكتب الستة، وقال مبينًا ذلك: ثم وجدت صاحب التهذيب حذف عدة تراجم من أصل الكمال ممن ترجم لهم بناءً على أن بعض السنة أخرج لهم فمن لم يقف المزي على روايته في شيءٍ من هذه الكتب حذفه، فرأيتُ أن أثبتهم وأنبه على ما في تراجمهم من عوز، وذكرهم على الاحتمال أفيد من حذفهم، وقد نبهت على من وقفت على روايته منهم في شيءٍ من الكتب المذكورة، وزدت تراجم كثيرة أيضًا التقطتها من الكتب الستة مما ترجم المزي لنظيرهم تكملة للفائدة أيضًا.
- لم يرتب شيوخ وتلاميذ صاحب الترجمة على الحروف، وإنما رتبهم على التقدم في السن، والحفظ، والإسناد، والقرابة، وما إلى ذلك، وقال مبينًا صنيعه في ذلك: ولم ألتزم سياق الشيخ والرواة في الترجمة الواحدة على حروف المعجم لأنه لزم من ذلك تقديم الصغير على الكبير، فأحرص على أن أذكر في أول الترجمة أكثر شيوخ الرجل وأسندهم وأحفظهم إن تيسَر معرفة ذلك، إلا أن يكون للرجل ابن أو قريب فإنني أقدمه في الذكر غالبًا، وأحرص على أن أختم الرواة عنه بمن وصف بأنه آخر من روى عن صاحب الترجمة، وربما صرحت بذلك.
- زاد في أثناء بعض التراجم كلامًا ليس في الأصل لكن صدره بقوله: قلت فليتنبه القارئ إلى أن جميعَ ما بعد كلمة قلت، فهو من زيادة ابن حجر إلى آخر الترجمة، فقال: وما زدته في أثناء التراجم قلت في أوله: (قلت) فجميع ما بعد (قلت) فهو من زيادتي إلى آخر الترجمة.
- حرر الكلام في وفيات الرواة.
- لا يحذف من رجال التهذيب أحد، بل زاد بعض التراجم التي رأى أنها على شرطه، وميز التراجم التي زادها على الأصل بأن كتب اسم صاحب الترجمة، واسم أبيه بالأحمر، وقال موضحا ذلك: ولا أحذف من رجال التهذيب أحدًا، بل ربما زدت فيهم من هو على شرطه فما كان من ترجمة زائدة مستقلة فإنني أكتب اسم صاحبها واسم أبيه بأحمر.
- وافق المؤلف المزي على خلطه الصحابة بغيرهم، فقال: ثم ذكر المؤلف الفائدة في خلطه الصحابة بمن بعدهم خلافًا لصاحب الكمال، وذلك أن للصحابي رواية عن النبي وعن غيره، فإذا رأى من لا خبرة له رواية الصحابي عن الصحابي ظنَ الأول تابعيًا فيكشفه في التابعين فلا يجده، فكان سياقهم كلهم مساقا واحدًا على الحروف أولى.
- زاد ابن حجر على كلام المزي في التهذيب كلام بعض الأئمة في الجرح والتعديل مما التقطه من كتاب مغلطاي بن قليج والذهبي، فقال: وقد ألحقت في هذا المختصر ما التقطته من تذهيب التهذيب للحافظ الذهبي فإنه زاد قليلاً فرأيت أن أضم زياداته لتكمل الفائدة. وقد انتفعت في هذا الكتاب المختصر بالكتاب الذي جمعه الإمام العلامة علاء الدين مغلطاي على تهذيب الكمال مع عدم تقليدي له في شيء مما ينقله، وإنما استعنت به في العاجلة، وكشفت الأصول التي عزا النقل إليها في الآجل، فما وافق أثبته وما باين أهملته، فلو لم يكن في هذا المختصر إلا الجمع بين هذين الكتابين الكبيرين في حجم لطيف لكان معنى مقصودًا، هذا مع الزيادات التي لم تقع لهما والعلم مواهب، والله الموفق.[3]

## المخطوطات
من المخطوطات المعتمدة في طبعة جمعية دار البر في دبي مخطوطة كتبت سنة 807-808 هـ بخط المصنف نفسه وهي محفوظة في مكتبة ولي الدين في تركيا.

## طبعات الكتاب
طُبع الكتاب في مطبعة مجلس دائرة المعارف النظامية بحيدر آباد الدكن في الهند، الطبعة الأولى سنة 1325- 1327 هـ، وأعادت دار صادر طبعه بالأوفست، ثم طُبع في دار الفكر في بيروت، الطبعة الأولى سنة 1404 هـ، وصوِّرت الطبعة الهندية في دار إحياء التراث العربي في بيروت، الطبعة الأولى سنة 1412 هـ، ثم طُبع في مؤسسة الرسالة سنة 1996 في 4 مجلدات، بتحقيق كل من: إبراهيم الزيبق وعادل مرشد.
ثم طبع طبعة محققة في جمعية دار البر في دبي ومن المخطوطات المعتمدة فيها مخطوطة كتبت سنة 807-808 هـ بخط المصنف نفسه.

## وصلات خارجية
- تحميل تهذيب التهذيب المكتبة الشاملة
- تحميل تهذيب التهذيب المكتبة الوقفية
- قراءة تهذيب التهذيب الطبعة الهندية